# Вайнбергер, Дэвид
Дэвид Вайнбергер (8 ноября 1950, Рослин-Хайтс, Нью-Йорк, США) — американский писатель, журналист и лектор. Его работы раскрывают то, как технологии, особенно машинное обучение, меняют идеи человека, его представление о смысле жизни, обмене знаниями с одной стороны и бизнес-стратегии компаний и их взаимоотношения с рынками с другой стороны.

## Биография
Вайнбергер получил степень доктора философии в Университете Торонто и с 1980 по 1986 гг. преподавал в Стоктонском университете. С 1986 года он начинает работать внештатным журналистом и сотрудничает с журналами Wired, Harward Business Review, Scientific American, The New York Times, сайтом CNN, с 1997 года становится постоянным комментатором в программе All Things Considered на радиостанции National Public Radio. Параллельно с 1981 по 1986 гг. становится вице-президентом по стратегическому маркетингу в компании Interleaf, занимающейся разработкой ПО, с 1986 по 1984 гг. занимает ту же должность в компании Open Text. С 2004 года работает в Гарвардском центре Беркмана Кляйна по интернету и обществу, где занимает должность старшего научного сотрудника.

### Семья
- Отец — Говард Вайнбергер, адвокат.
- Мать — Шерри Вайнбергер, учительница.
- Жена — Энн Геллер, учительница.
- Дети — Дженни Нехама, Лия и Натан.

## Творчество
Вайнбергер принял участие в написании книги «Манифест пути» совместно с Риком Левином, Кристофером Локом и Доком Серлзом. В 1999 году она впервые была опубликована в интернете как набор из девяноста пяти тезисов, а в 2000 году книга была напечатана. Заявленные ранее тезисы были раскрыты в семи эссе. В книге авторы изучают влияние интернета на маркетинг, и заявляют, что старые маркетинговые стратегии устарели, так как у потребителей есть возможность вести диалог в интернете, и компании должны к нему присоединиться. В 2009 году книга была переиздана по случаю десятилетия. В новой версии были добавлены по главе от каждого автора и комментарии новых трех исследователей.
В 2002 году Вайнбергер публикует новую книгу — «Маленькие кусочки, соединённые неплотно». В этой работе исследователь пишет о том, как интернет изменил понимание и восприятие человеком определённых концепций, которые он выносит в заголовок каждой главы: пространство, материя, время, совершенство, общество, знание, мораль.
В 2007 году выпускает книгу Everything Is Miscellaneous, в которой меняет представление об организации физической и цифровой информации. Начиная с десятичной классификации Дьюи автор показывает, что все таковые попытки на самом деле лишь отражают предубеждения человека, который их предпринял.
В 2012 году публикует книгу Too Big to Know, в которой описывает, как изменилось производство, передача и хранение информации в XXI веке. Автор рассуждает о разных исторических примерах и публикациях, например, о работе Чарльза Дарвина «Происхождение видов» и Николаса Г. Карра «Делает ли Google нас глупее?»
В 2019 году выпускает книгу Everyday Chaos, в которой рассматривает новую эру машинного обучения и доказывает её значимость для человека и для бизнеса.

## Критика
Первая книга «Манифест пути», выпущенная в соавторстве, стала самой успешной для автора. «Смелая и непочтительная, почти нахальная, [книга] — забавное, заставляющее задуматься чтение», — написал Уэйд Руш в журнале Technology Review. — Вайнбергер и его соавторы заслуживают похвалы за то, что подчеркнули, как Интернет меняет баланс знаний и власти на рынке, и как интрасети делают то же самое на рабочем месте". Обозреватель Publishers Weekly отметил, что, хотя их идеи иногда отклоняются от сути, «авторам иногда удается сформулировать убедительные, умные замечания, которые выявляют фундаментальные недостатки в структуре традиционного бизнеса».
Вторую книгу «Маленькие кусочки, соединённые неплотно» Кейр Графф из Booklist назвал «исключительно читаемым и часто забавным трактатом». Он пишет, что в книге Вайнбергер сочетает свой опыт со своей философией и приходит к выводу, что основная функция Интернета — духовная, а не экономическая. Автор Kirkus Reviews отметил, что Вайнбергер рассматривает Интернет не как средство массового ошеломления, как телевидение, а как новую и интенсивную форму социального взаимодействия. В заключение он оставляет обнадеживающую заметку о том, что Интернет может быть «местом, свободным от что сдерживало наше лучшее „я“».
Рецензент Publishers Weekly отметил, что движущей силой этой книги является «склонность Вайнбергера задавать вопросы», и написал, что автор «может похвастаться чрезвычайно привлекательной интеллектуальной личностью, проблесками проницательности и подлинным литературным талантом».
Критик из Booklist Дэвид Зигфрид писал, что в книге Everything Is Miscellaneous «Вайнбергер представляет занимательный взгляд на нашу быстро развивающуюся культуру данных». Вайнбергер, по его словам, изучает способ организации любой информации. Он пишет о том, что если в физическом мире мы систематизировали и классифицировали информацию в алфавитном порядке, то в цифровом мире информация может быть отсортирована и упорядочена множеством способов и может быть разделена на множество различных категорий.

## Другие работы
- Transparency is the New Objectivity, Joho the Blog, 19 июля 2009.
- The Machine That Would Predict the Future, Scientific American, декабрь 2011.
- To Know but Not Understand, The Atlantic, 3 января 2012.
- Shift Happens, The Chronicle of Higher Education, 22 апреля 2012.
- The Internet that was (and still could be), The Atlantic, 22 июня 2015.
- Our Machines Now Have Knowledge We’ll Never Understand Wired, 18 апреля 2017.
- How Machine Learning Pushes Us to Define Fairness: Harvard Business Review, ноябрь 2019.